# Griguță-Augustin Botiș
Griguță-Augustin Botiș (n. 9 mai 1940) este un politician român, deputat de Maramureș în legislatura 1990-1992 din partea FSN, apoi senator în legislatura 1992-1996, ales în județul Maramureș pe listele partidului FDSN.
În cadrul activității sale parlamentare, senatorul Griguță-Augustin Botiș a fost membru în grupurile parlamentare de prietenie cu Regatul Spaniei, Republica Populară Chineză, Republica  Italiană, Republica Coreea și Japonia. În decursul mandatului său de senator, Griguță-Augustin Botiș a inițiat 3 propuneri legislative. 